# Minipreço
Minipreço est une chaine de superettes établie au Portugal depuis 1979, filiale du groupe Auchan depuis 2023. 

## Historique
L'enseigne Minipreço est créée en 1979 par Promodès.
Après avoir appartenu au groupe Auchan, elle a été vendue à Dia, filiale du groupe Carrefour. 
En 2007, le groupe Carrefour cède ses activités au Portugal mais se maintient tout de même propriétaire de Minipreço dont le revenu annuel s'élève à 650 millions d'euros. En 2010, le groupe Carrefour décide de mettre cette filiale et ses 524 magasins en vente. En 2013, Minipreço fait toujours partie du groupe Dia, avec 570 magasins au Portugal (2014)[source insuffisante]. 
En août 2023, le groupe Auchan annonce le rachat de la totalité des activités du groupe Dia au Portugal, soit 489 magasins des enseignes Minipreço et Mais Perto,.